# Liste de variétés de caféier
 (septembre 2014).
Si vous disposez d'ouvrages ou d'articles de référence ou si vous connaissez des sites web de qualité traitant du thème abordé ici, merci de compléter l'article en donnant les références utiles à sa vérifiabilité et en les liant à la section « Notes et références ».

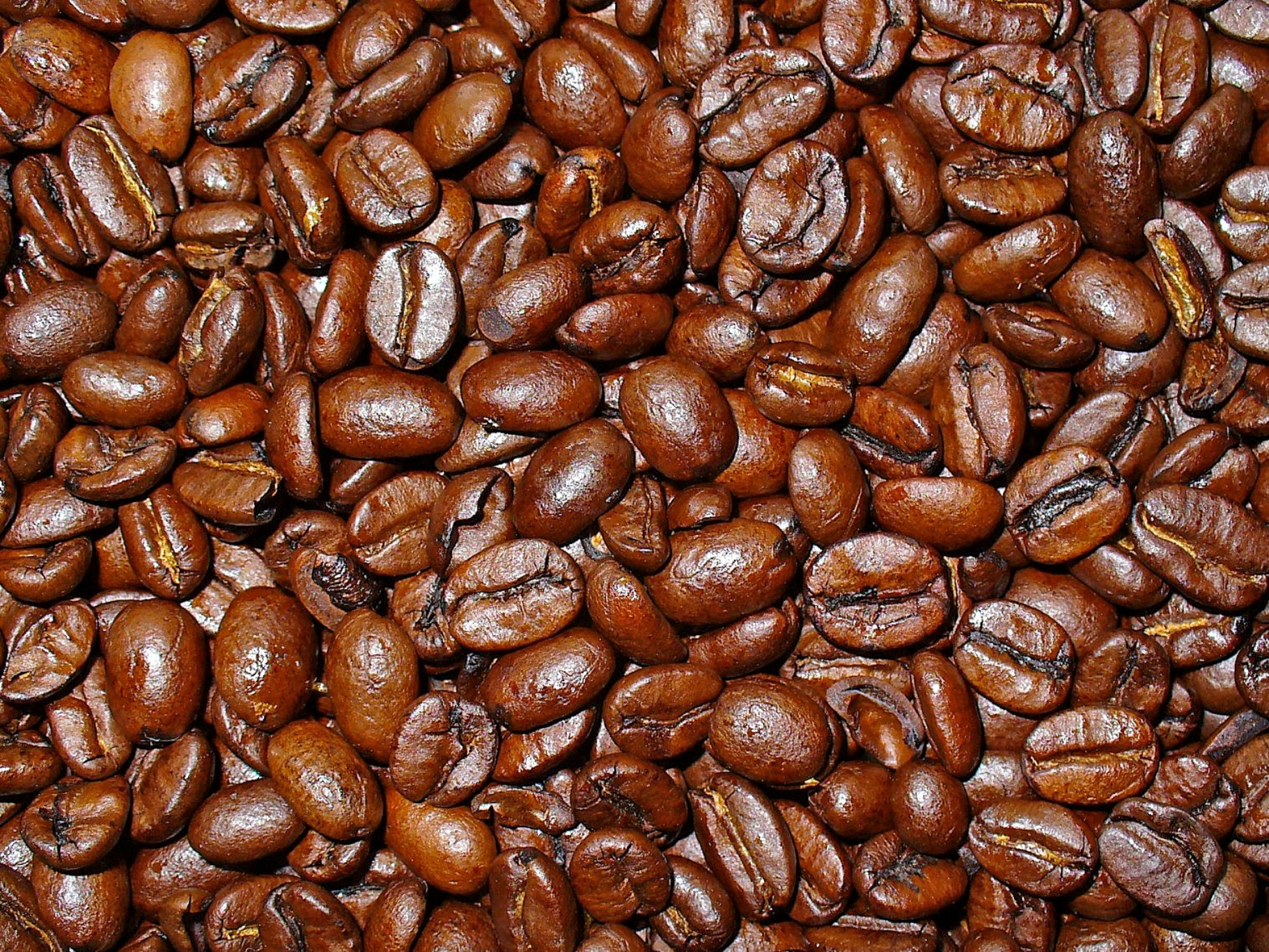
Café arabica.

Comme pour les vins ou les thés, les cafés présentent un éventail de saveurs qui dépendent de l'espèce et de la variété cultivée (ou cultivar, l'équivalent des cépages pour la vigne), de l'origine et de la qualité de préparation des grains (les crus) et éventuellement des assemblages réalisés (les blends).

## Arabicas(Coffea arabica)

r : Café robusta, m : Café robusta et arabica, a : Café arabica.

Les graines d'arabica comptent pour 70 % de la production mondiale de café. Les plus grands crus de café sont des arabicas dont les qualités aromatiques sont supérieures à celles des robustas. L'espèce compte plus de deux cents variétés comme le Kent, le Mondo Novo, le Geisha, le SL49, le Bourbon jaune ou rouge, etc. Il est rare que les planteurs n'utilisent qu'une seule variété, leurs choix sont réalisés le plus souvent pour des raisons pandémiques. Mais la richesse des variétés n'est pas tout, le travail des hommes et les terroirs où elles sont cultivées produisent de grands cafés dont les appellations régionales les plus connues sont :
- Blue Mountain (Jamaïque) : de la région des Blue Mountains, à l'est de l'île. C'est un café de grande réputation, qui atteint des prix très élevés sur le marché (prix de vente au détail approchant les 100 €/kg) ;
- Bourbon pointu (Réunion) ou café Leroy : variété ancienne issue d'une mutation (dite Laurina) sélectionnée en 1810 à La Réunion dans la plantation Leroy. Le caféier a une forme conique, les cerises sont plutôt pointues et les grains sont nettement allongés et se terminent en pointe. La productivité est assez faible. Il produit un café fin à faible taux de caféine (0,7 %). Aujourd'hui quasiment disparu, sa culture est relancée à La Réunion mais aussi en Guadeloupe et en Nouvelle-Calédonie dans la perspective d'une production haut de gamme ;
- Catuai (Brésil, Costa Rica, Honduras), un croisement de Caturra et de Mundo Novo[1] ;
- Caturra (Brésil, Colombie, Costa Rica), une mutation du Bourbon[2] ;
- Harrar (Éthiopie) : de la région de Harar ;
- Huehuetenango (Guatemala) : cultivé à plus de 1 500 m d'altitude, au nord du pays, dans l'une des régions de culture les plus isolées[3] ;
- Java (Indonésie) : de l'île de Java. Ce café fut tellement diffusé à une certaine époque que le terme java en argot anglais devint synonyme de café ;
- Kenya AA (Kenya) : la mention AA correspond à un grade de qualité dans le système de cotation kényan. Ce café peut provenir de n'importe quel district du pays. Il est réputé et recherché pour son goût acidulé ;
- Kona (Hawaii) : cultivé sur les pentes du Hualālai dans le census-designated place de Kailua-Kona sur l'île d'Hawaii ;
- Kontir Wild Forest (Éthiopie) : provient de la forêt de Kontir dans la région de Djimmah, au sud-ouest du pays, à une altitude de 1 400 à 1 600 mètres ;
- Maragogype : Les grains de cette variété sont deux à trois fois plus gros que les grains traditionnels. Son goût est fin et parfumé. Sa réputation et le déclin de sa culture en font un arabica assez onéreux. Cette variété tire son nom d'une ville du Brésil (Maragogipe) ;
- Moka (Yémen) : du nom de la ville de Moka, le plus ancien port d'exportation pour le commerce du café. C’est un café noble, au goût sauvage, à ne pas confondre avec le mélange de café et de cacao, appelé également moka. Le moka a donné son nom à un type de cuillère, la cuillère à moka ;
- Mundo novo : un hybride entre le Bourbon et une variété de Sumatra ;
- Peaberry (Tanzanie) : cultivé sur les pentes du Mont Kilimandjaro. Ce café est formé exclusivement de grains non jumeaux (un seul grain présent dans la cerise de café au lieu des deux habituels). La récolte en comporte naturellement environ 10 % qu'il faut trier ;
- Tarrazu (Costa Rica) : de la vallée de Tarrazu, dans les hautes terres proches de San José, typiquement celui du domaine de La Minita ;
- Toraja Kalossi (Indonésie) : des montagnes de l'île de Célèbes (Sulawesi) ;
- Yirgacheffe (Éthiopie) : des environs de la ville de Yirga Cheffe, dans l'ancienne province de Sidamo, maintenant dans la zone Gedeo de la région Éthiopie du Sud).

### Mélanges
- Mélange colombien : un assemblage de cafés lavés de Colombie, du Kenya et de Tanzanie.
- Moka-Java : l'un des plus anciens mélanges traditionnels.
- Ken, créé dans les années 1920 en Inde car adapté au climat local très humide, pour résister à la rouille du caféier.
- S795, autre variété indienne résistante, est créé en 1945.
- Hibrido de Timor, un arabusta, ou hybride naturel d'arabica et de robusta qui ressemble à l'arabica[4].
- Cauvery, variété de Catimor un croisement de Caturra (Brésil, Colombie, Costa Rica) et d'Hibrido de Timor, résistant à la rouille des feuilles du caféier[4].

## Robustas(Coffea canephora)
En général les robustas, plus riches en caféine, plus productifs, moins fragiles mais moins goûteux que les arabicas sont réservés à une production de qualité ordinaire permettant la diffusion de cafés bon marché. Il est donc rare que l'on cherche à distinguer les différentes origines de robustas. Il existe pourtant des variétés hybrides avec des arabicas intéressantes comme l'Icatu ou le Sarchimor.
Ce sont néanmoins des robustas qui sont à l'origine des cafés les plus chers du monde (de l'ordre de 250 euros/kg). Il s'agit de cafés très particuliers car les grains sont récoltés dans les excréments d'une civette asiatique, le luwak (Paradoxurus hermaphroditus). C'est l'altération enzymatique des grains dans l'appareil digestif de l'animal qui développe un arôme unique aux accents de caramel et de chocolat. Ces cafés sont connus sous les noms de :
- Kopi Luwak (en Indonésie),
- Kape Alamid (aux Philippines).

## Autres espèces

### Caféier du Libéria(Coffea liberica)
Cette espèce est originaire de la région de Monrovia. Elle est cultivée en Afrique de l'Ouest et produit des grains de grosse taille. Sa culture a aussi été tentée dans d'autres régions du monde comme en Indonésie, mais l'intérêt commercial n'a guère perduré et ce caféier s'est montré par ailleurs envahissant pour les milieux naturels. Le café du Libéria est principalement utilisé pour la préparation des cafés instantanés et représente environ 1 % du commerce mondial[réf. souhaitée].

### Divers
- Coffea bengalensis, cultivé au Bangladesh, au Myanmar, à Sumatra et parfois en Inde,
- Coffea congensis, originaire du Congo, probablement une forme de robusta (Coffea canephora),
- Coffea eugenioides, originaire de la région du lac Kivu, probablement une forme d'arabica (Coffea arabica), à faible taux de caféine,
- Coffea excelsa, ou café du Tchad, café produit par un véritable arbre, de qualité médiocre,
- Coffea racemosa, originaire du Mozambique, utilisé localement,
- Coffea stenophylla, originaire de Sierra Leone, occasionnellement cultivé en Afrique de l'Ouest, proche de l'arabica mais un peu moins aromatique,
- Coffea zanguebariae, originaire de Tanzanie, localement cultivé et utilisé, proche de l'arabica,
- Skybury, originaire d'Australie (nord-est), issu de plants de Bourbon et de Catuaï.